# Home Run Derby
Das Home Run Derby ist ein jährlicher Home-Run-Wettbewerb der Major League Baseball (MLB), der üblicherweise am Tag vor dem MLB All-Star Game stattfindet. Ein Home Run im Rahmen des Wettbewerbs besteht darin, einen Baseball aus dem Spielfeld zu schlagen. Beim Home Run Derby werden alle Würfe absichtlich langsam und aus einer geringeren Entfernung als der offiziellen Entfernung von 18,44 m (60 Fuß 6 Zoll) geworfen, in der Regel von einem Trainer hinter einem Pitching Screen. Außerdem bleibt der Schlagmann, wie beim Schlagtraining, nach jedem Schlag in der Batter’s Box und läuft nicht um die Bases.
Der Schlagmann muss sich auch nicht an die üblichen Uniformen der Liga halten und da alle Würfe in die Strike-Zone geworfen werden, kann er statt eines Helms auch eine normale Baseballmütze tragen.
Seit dem ersten Derby im Jahr 1985 hat die Veranstaltung mehrere Regeländerungen erfahren, die von einem auf kurzen Outs basierenden Wettbewerb zu mehreren Runden und schließlich zu einem zeitlich begrenzten Wettbewerb im Bracket-Stil führten.

## Sieger
| Jahr | Sieger                | Team                          | Liga     | Stadion (Gastgeber)                   |
| ---- | --------------------- | ----------------------------- | -------- | ------------------------------------- |
| 1985 | Dave Parker           | Cincinnati Reds               | NL       | Hubert H. Humphrey Metrodome (MIN)    |
| 1986 | Wally Joyner          | California Angels             | AL       | Astrodome (HOU)                       |
| 1986 | Darryl Strawberry     | New York Mets                 | NL       | Astrodome (HOU)                       |
| 1987 | Andre Dawson          | Chicago Cubs                  | NL       | Oakland–Alameda County Coliseum (OAK) |
| 1988 | Abgesagt              | Abgesagt                      | Abgesagt | Abgesagt                              |
| 1989 | Eric Davis            | Cincinnati Reds               | NL       | Anaheim Stadium (CAL)                 |
| 1989 | Rubén Sierra          | Texas Rangers                 | AL       | Anaheim Stadium (CAL)                 |
| 1990 | Ryne Sandberg         | Chicago Cubs                  | NL       | Wrigley Field (CHC)                   |
| 1991 | Cal Ripken Jr.        | Baltimore Orioles             | AL       | SkyDome (TOR)                         |
| 1992 | Mark McGwire          | Oakland Athletics             | AL       | Jack Murphy Stadium (SD)              |
| 1993 | Juan González         | Texas Rangers                 | AL       | Oriole Park at Camden Yards (BAL)     |
| 1994 | Ken Griffey Jr.       | Seattle Mariners              | AL       | Three Rivers Stadium (PIT)            |
| 1995 | Frank Thomas          | Chicago White Sox             | AL       | The Ballpark in Arlington (TEX)       |
| 1996 | Barry Bonds           | San Francisco Giants          | NL       | Veterans Stadium (PHI)                |
| 1997 | Tino Martinez         | New York Yankees              | AL       | Jacobs Field (CLE)                    |
| 1998 | Ken Griffey Jr.       | Seattle Mariners              | AL       | Coors Field (COL)                     |
| 1999 | Ken Griffey Jr.       | Seattle Mariners              | AL       | Fenway Park (BOS)                     |
| 2000 | Sammy Sosa            | Chicago Cubs                  | NL       | Turner Field (ATL)                    |
| 2001 | Luis Gonzalez         | Arizona Diamondbacks          | NL       | Safeco Field (SEA)                    |
| 2002 | Jason Giambi          | New York Yankees              | AL       | Miller Park (MIL)                     |
| 2003 | Garret Anderson       | Anaheim Angels                | AL       | U.S. Cellular Field (CHW)             |
| 2004 | Miguel Tejada         | Baltimore Orioles             | AL       | Minute Maid Park (HOU)                |
| 2005 | Bobby Abreu           | Philadelphia Phillies         | NL       | Comerica Park (DET)                   |
| 2006 | Ryan Howard           | Philadelphia Phillies         | NL       | PNC Park (PIT)                        |
| 2007 | Vladimir Guerrero     | Los Angeles Angels of Anaheim | AL       | AT&T Park (SF)                        |
| 2008 | Justin Morneau        | Minnesota Twins               | AL       | Yankee Stadium (NYY)                  |
| 2009 | Prince Fielder        | Milwaukee Brewers             | NL       | Busch Stadium (STL)                   |
| 2010 | David Ortiz           | Boston Red Sox                | AL       | Angel Stadium of Anaheim (LAA)        |
| 2011 | Robinson Canó         | New York Yankees              | AL       | Chase Field (ARI)                     |
| 2012 | Prince Fielder        | Detroit Tigers                | AL       | Kauffman Stadium (KC)                 |
| 2013 | Yoenis Céspedes       | Oakland Athletics             | AL       | Citi Field (NYM)                      |
| 2014 | Yoenis Céspedes       | Oakland Athletics             | AL       | Target Field (MIN)                    |
| 2015 | Todd Frazier          | Cincinnati Reds               | NL       | Great American Ball Park (CIN)        |
| 2016 | Giancarlo Stanton     | Miami Marlins                 | NL       | Petco Park (SD)                       |
| 2017 | Aaron Judge           | New York Yankees              | AL       | Marlins Park (MIA)                    |
| 2018 | Bryce Harper          | Washington Nationals          | NL       | Nationals Park (WAS)                  |
| 2019 | Pete Alonso           | New York Mets                 | NL       | Progressive Field (CLE)               |
| 2020 | Abgesagt              | Abgesagt                      | Abgesagt | Abgesagt                              |
| 2021 | Pete Alonso           | New York Mets                 | NL       | Coors Field (COL)                     |
| 2022 | Juan Soto             | Washington Nationals          | NL       | Dodger Stadium (LAD)                  |
| 2023 | Vladimir Guerrero Jr. | Toronto Blue Jays             | AL       | T-Mobile Park (SEA)                   |

## Rekorde

### Die meisten Homeruns in einer einzigen Runde
Anmerkung: Diese Zahlen beinhalten auch Swingoffs
| Rang | Spieler               | Team                | Runde             | Gesamt |
| ---- | --------------------- | ------------------- | ----------------- | ------ |
| 1    | Julio Rodríguez       | Seattle Mariners    | Erste Runde 2023  | 41     |
| 2    | Vladimir Guerrero Jr. | Toronto Blue Jays   | Zweite Runde 2019 | 40     |
| 3    | Joc Pederson          | Los Angeles Dodgers | Zweite Runde 2019 | 39     |
| 4    | Pete Alonso           | New York Mets       | Erste Runde 2021  | 35     |
| 4    | Randy Arozarena       | Tampa Bay Rays      | Zweite Runde 2023 | 35     |
| 5    | Julio Rodríguez       | Seattle Mariners    | Erste Runde 2022  | 32     |

### Die meisten Homeruns in einem einzigen Home Run Derby
Anmerkung: Diese Zahlen beinhalten auch Swingoffs
| Rang | Spieler               | Team                | Jahr | Gesamt |
| ---- | --------------------- | ------------------- | ---- | ------ |
| 1    | Vladimir Guerrero Jr. | Toronto Blue Jays   | 2019 | 91     |
| 2    | Randy Arozarena       | Tampa Bay Rays      | 2023 | 82     |
| 3    | Julio Rodríguez       | Seattle Mariners    | 2022 | 81     |
| 4    | Pete Alonso           | New York Mets       | 2021 | 74     |
| 5    | Vladimir Guerrero Jr. | Toronto Blue Jays   | 2023 | 72     |
| 6    | Julio Rodríguez       | Seattle Mariners    | 2023 | 61     |
| 7    | Giancarlo Stanton     | Miami Marlins       | 2016 | 61     |
| 8    | Joc Pederson          | Los Angeles Dodgers | 2019 | 60     |
| 9    | Trey Mancini          | Baltimore Orioles   | 2021 | 59     |
| 10   | Pete Alonso           | New York Mets       | 2019 | 57     |

### Die meisten Homeruns aller Zeiten
Anmerkung: Diese Zahlen beinhalten auch Swingoffs
| Rang | Spieler               | Team(s)                                 | Jahr(e)                      | Gesamt |
| ---- | --------------------- | --------------------------------------- | ---------------------------- | ------ |
| 1    | Pete Alonso           | New York Mets                           | 2019, 2021–2023              | 195    |
| 2    | Vladimir Guerrero Jr. | Toronto Blue Jays                       | 2019, 2023                   | 163    |
| 3    | Julio Rodríguez       | Seattle Mariners                        | 2022, 2023                   | 142    |
| 4    | Albert Pujols         | St. Louis Cardinals, Los Angeles Angels | 2003, 2007, 2009, 2015, 2022 | 106    |
| 5    | Joc Pederson          | Los Angeles Dodgers                     | 2015, 2019                   | 99     |
| 5    | Juan Soto             | Washington Nationals                    | 2021, 2022                   | 99     |
| 6    | Todd Frazier          | Cincinnati Reds, Chicago White Sox      | 2014–2016                    | 91     |
| 7    | Giancarlo Stanton     | Miami Marlins                           | 2014, 2016, 2017             | 83     |
| 8    | Randy Arozarena       | Tampa Bay Rays                          | 2023                         | 82     |
| 9    | Prince Fielder        | Milwaukee Brewers, Detroit Tigers       | 2009, 2012                   | 81     |
| 10   | David Ortiz           | Boston Red Sox                          | 2004–2006, 2010, 2011        | 77     |

### Siege nach Mannschaft
| Rang | Team                  | Siege | Jahre                  |
| ---- | --------------------- | ----- | ---------------------- |
| 1    | New York Yankees      | 4     | 1997, 2002, 2011, 2017 |
| 2    | Los Angeles Angels    | 3     | 19861, 2003, 2007      |
| 2    | Oakland Athletics     | 3     | 1992, 2013, 2014       |
| 2    | Chicago Cubs          | 3     | 1987, 1990, 2000       |
| 2    | Seattle Mariners      | 3     | 1994, 1998, 1999       |
| 2    | Cincinnati Reds       | 3     | 1985, 19892, 2015      |
| 2    | New York Mets         | 3     | 19861, 2019, 2021      |
| 8    | Baltimore Orioles     | 2     | 1991, 2004             |
| 8    | Philadelphia Phillies | 2     | 2005, 2006             |
| 8    | Texas Rangers         | 2     | 19892, 1993            |
| 8    | Washington Nationals  | 2     | 2018, 2022             |
| 12   | Chicago White Sox     | 1     | 1995                   |
| 12   | San Francisco Giants  | 1     | 1996                   |
| 12   | Arizona Diamondbacks  | 1     | 2001                   |
| 12   | Minnesota Twins       | 1     | 2008                   |
| 12   | Milwaukee Brewers     | 1     | 2009                   |
| 12   | Boston Red Sox        | 1     | 2010                   |
| 12   | Detroit Tigers        | 1     | 2012                   |
| 12   | Miami Marlins         | 1     | 2016                   |
| 12   | Toronto Blue Jays     | 1     | 2023                   |

1Im Jahr 1986 wurden Wally Joyner von den California Angels und Darryl Strawberry von den New York Mets zu Co-Champions erklärt.
2Im Jahr 1989 wurden Eric Davis von den Cincinnati Reds und Ruben Sierra von den Texas Rangers zu Co-Champions erklärt.